# بري الشرقي
بري الشرقي قرية سورية تتبع منطقة سلمية في محافظة حماة في سورية. بلغ عدد سكانها 13,767 نسمة حسب تعداد عام 2004.